# Garde (Hiszpania)
Garde – gmina w Hiszpanii, w Nawarze, o powierzchni 43,59 km². W 2011 roku gmina liczyła 169 mieszkańców.